# Dämpfen (Bodendesinfektion)

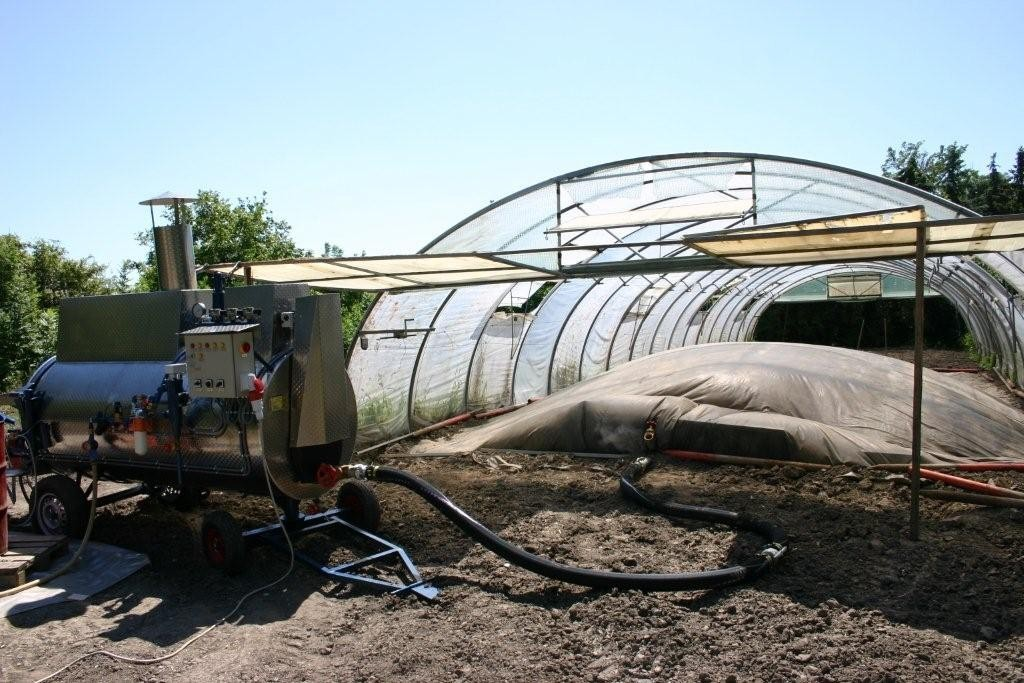
Klassischer Dämpfvorgang hier am Beispiel einer Foliendämpfung bei Wien mit Dampfkessel (links)

Dämpfen ist eine alternative Sterilisationsmethode für Böden und Substrate in der Landwirtschaft und im Erwerbsgartenbau. Durch eingeleiteten Heißdampf werden angesiedelte Organismen, darunter auch Pflanzkulturschädlinge wie Unkräuter, Pilze, Bakterien und Viren durch physikalische Degenerierung der Zellstrukturen abgetötet. Das Verfahren ist in biologischer Hinsicht eine Teilentkeimung. Wichtige hitzebeständige, sporenbildende Bakterien beleben nach der Abkühlung wieder den Boden. Bodenermüdungen wird durch die Freisetzung von blockierten Nährstoffen begegnet. Dämpfen führt nachweislich zu einer besseren Startposition und schnellerem Wachstum der Pflanzen, wobei deren Widerstandsfähigkeit gegenüber Krankheiten und Schädlingen gestärkt ist. Die Anwendung von Heißdampf gilt heute sowohl bei den Praktikern als auch bei den Forschern übereinstimmend als das beste und wirksamste Mittel zur Hygienisierung von kranken Böden, Anzuchterden und von Komposten.

## Ziele der Bodendesinfektion
Das Ziel ist eine rasche und sichere Befreiung des Bodens von pflanzenschädlichen Substanzen und Organismen, wie
- Stoffwechselprodukte
- Bakterien
- Viren
- Pilze
- Nematoden und
- andere tierische Schädlinge

Als weitere positive Wirkungen sind hervorzuheben:
- Alle Unkräuter und Unkrautsamen werden vollständig abgetötet[1]
- Signifikante Steigerung des Pflanzenwachstums
- Die Beseitigung der sogenannten Bodenmüdigkeit durch die Aktivierung chemisch-biologischer Umsetzungen[2]
- Blockierte Nährstoffe im Boden werden erschlossen und pflanzenverfügbar.
- Ersatz chemischer Insektizide, Herbizide und Fungizide wie Methylbromid oder Basamid

## Dämpfen mit überhitztem Dampf

Vergleich der Tiefenwirkung von Oberflächendämpfen (am Beispiel Foliendämpfung) mit Tiefendämpfung (am Beispiel Dämpfegge) nach 1h Dämpfzeit

Durch die neuzeitlichen Dämpfmethoden mit überhitztem Dampf von 180 bis 200 °C wird eine optimale Bodenhygienisierung erreicht. Der Boden nimmt nur eine geringe Menge Feuchtigkeit auf. Die Tätigkeit der Mikroorganismen kann sich sofort beim Abkühlungsvorgang des Bodens entfalten. Damit ist die günstigste Voraussetzung für die sofortige Bodenkultivierung für den Jungpflanzenanbau und die Saatzucht geschaffen.
Mit dem Verfahren der integrierten Dämpfung kann zudem eine zielgerichtete Neubesiedlung des gedämpften Bodens mit Nutzorganismen gefördert werden. Dabei wird die Erde zunächst durch Dämpfen von allen Organismen befreit und danach in einem Folgeschritt gezielt über die Einbringung eines Bodenaktivators auf Kompostbasis, der eine natürliche Mischung von gewünschten Mikroorganismen (zum Beispiel Bacillus subtilis etc.) enthält, wiederbelebt und mikrobiologisch gepuffert.
Verschiedene Einsatzarten von Dampf werden in der Praxis vertreten, welches sowohl die Substratdämpfung als auch die Flächendämpfung umfasst.

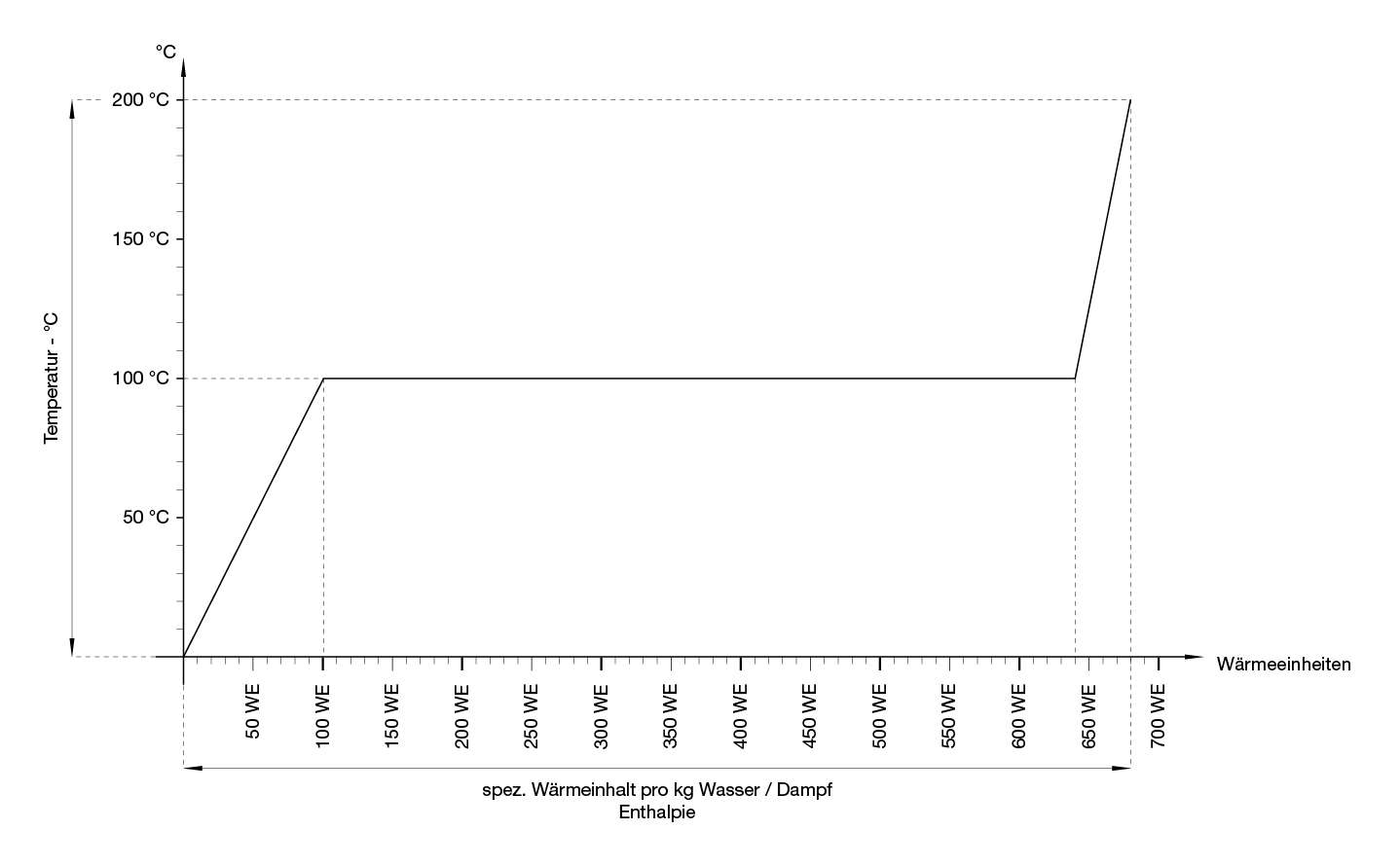
Verdeutlichung der Energiegehaltsentwicklung von Wasser zu Heißdampf

## Flächendämpfung
Beim Flächendämpfen sind mehrere Verfahren im Einsatz, darunter die Foliendämpfung, die Dämpfhaube, die Dämpfegge, der Dämpfpflug und das Unterdruckdämpfen mit Drainagerohren oder mobilem Rohrsystem.
Es empfiehlt sich bei der Flächendämpfung das für den Betrieb geeignetste Verfahren einzusetzen, wobei neben der Bodenbeschaffenheit und der Pflanzenkultur die benötigte Flächenleistung die wichtigste Rolle spielt. Aktuell werden zur Effizienzsteigerung weiterführende Kombinationsverfahren, wie die Sandwichdämpfung oder auch die partielle integrierte Sandwichdämpfung entwickelt, um so weit wie möglich Energie und Aufwand beim Dämpfen einsparen zu können.

### Foliendämpfung

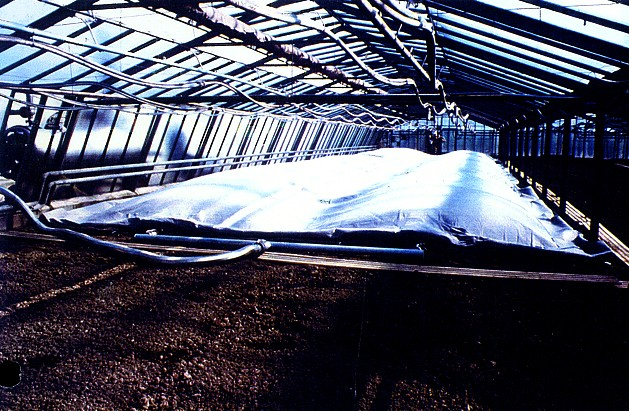
Großflächige Foliendämpfung im Treibhaus unter Nutzung eines Dampfinjektors

Die Flächendämpfung mit Spezialfolien (Foliendämpfung) ist eine jahrzehntelang bewährte Methode, um größere Flächen von 15 bis 400 m² in einem Arbeitsgang zu dämpfen. Bei richtiger Anwendung der Foliendämpfung ist diese einfach und wirtschaftlich. Hitzebeständiges und verrottungssicheres Isoliervlies spart bis zu 50 % Energie, verringert die Dämpfzeit erheblich und verbessert die Tiefenwirkung. Dämpfflächen bis 400 m² je Arbeitsgang, in 4–5 Std. auf 25–30 cm Tiefe/90 °C, sind durchführbar.
Bei Verwendung von hitzebeständigem und verrottungssicheren Synthetik-Isoliervlies, 5 mm dick/500 gr/m², kann die Dämpfzeit um etwa 30 % verkürzt werden. Der Dampf wird nach dem Auslegen und Beschweren der Folie etwa mit Sandsäcken über einen Dampfinjektor oder einem perforierten Rohr unter die Dämpffolie geleitet.
Die Flächenleistung in einem Arbeitsgang ist abhängig von der Leistungsstärke des Dampferzeugers (Beispiel: Dampfkessel):
| Dampfleistung kg/h: | 100   | 250   | 300   | 400   | 550    | 800     | 1000    | 1350    | 2000    |
| ------------------- | ----- | ----- | ----- | ----- | ------ | ------- | ------- | ------- | ------- |
| Fläche m²:          | 15–20 | 30–50 | 50–65 | 60–90 | 80–120 | 130–180 | 180–220 | 220–270 | 300–400 |

Die Dämpfzeit ist von der Bodenbeschaffenheit sowie der Außentemperatur abhängig und beträgt pro 10 cm Dämpftiefe etwa 1–1,5 Stunden, wobei eine Bodentemperatur von etwa 85 °C erreicht wird. Fräsen alleine zur Bodenlockerung wird nicht empfohlen, da die Bodenstruktur dadurch zu fein und die Dampfdurchlässigkeit somit verringert wird. Ideal ist die Lockerung mit Spatenmaschinen, wobei ein optimales Dämpfergebnis erreicht werden kann, wenn die Erde tief bearbeitet wurde. Die Erde sollte nach der Bearbeitung in der Tiefe grobschollig und in der oberen Schicht fein gekrümelt sein.
In der Praxis hat es sich bewährt, mit mindestens zwei Folienbahnen zu dämpfen, wobei eine Folienbahn unter Dampf steht und zur gleichen Zeit die zweite für die Dampfeinleitung vorbereitet wird. Somit werden Dämpfpausen vermieden.

### Tiefendämpfung mit Unterdruck
Das Dämpfen mit Unterdruck, der über mobile oder in der Tiefe festverlegte Rohrsysteme in der zu behandelnden Fläche eingebracht wird, ist die Dämpfmethode, mit der die größte Tiefenwirkung erreicht werden kann. Die Festverlegung von Drainagesystemen ist bei intensiv genutzten Flächen trotz hoher Investitionskosten sinnvoll, wobei eine Dämpftiefe von bis zu 80 cm erreicht werden kann.
Im Unterschied zum festverlegten Drainagesystem werden bei dem mobilen Absaugsystem die Absaugrohre auf der Oberfläche verlegt.
Eine zentrale Absaugleitung, bestehend aus verzinkten Schnellkupplungsrohren, wird in einem gleichmäßigen Rastermaß von 1,50 m angekuppelt und die Schlauchenden mit einem speziellen Einsteckstab in die gewünschte Dämpftiefe gesteckt.
Die zu dämpfende Fläche wird, wie beim Foliendämpfen, mit einer speziellen Dämpffolie abgedeckt, ringsum abgedichtet und der Dampf mit Injektor und Schutztunnel unter die Folie geleitet. Bei kurzen Flächen bis 30 m Länge wird der Dampf stirnseitig eingefüllt, bei längeren Flächen in der Beetmitte, mit T-Verteiler nach beiden Seiten.
Sobald die Dämpffolie durch den Dampfdruck aufgeblasen wurde und Spannung mit einer Höhe von etwa 1 m erreicht hat, wird die Absaugturbine eingeschaltet. Durch die in den Boden eingesteckten Absaugschläuche wird zunächst die Luft im Boden abgesaugt. Es entsteht ein Vakuum und das Dampfpolster unter der Folie wird nach unten geführt.
In der Endphase, wenn die erwünschte Dämpftiefe erreicht ist, läuft der Ventilator ununterbrochen und bläst zunehmend heißeren Dampf aus. Damit der abgesaugte Dampf nicht verloren geht, wird er wieder zurück unter die Folie geführt.
Wie bei allen anderen Dämpfsystemen ist eine Nachdämpfung von grob 20 bis 30 min. erforderlich. Die Dämpfzeiten betragen ca. 1h bei entsprechender Dämpftiefe. Der Dampfbedarf beträgt ca. 7–8 kg/m² Dämpffläche.
Die wichtigste Voraussetzung ist die Optimierung der Bodenstruktur durch Bodenlockerung. Grundsätzlich ist die Tiefenwirkung von der Lockerung abhängig.

### Dämpfen mit Dämpfhauben

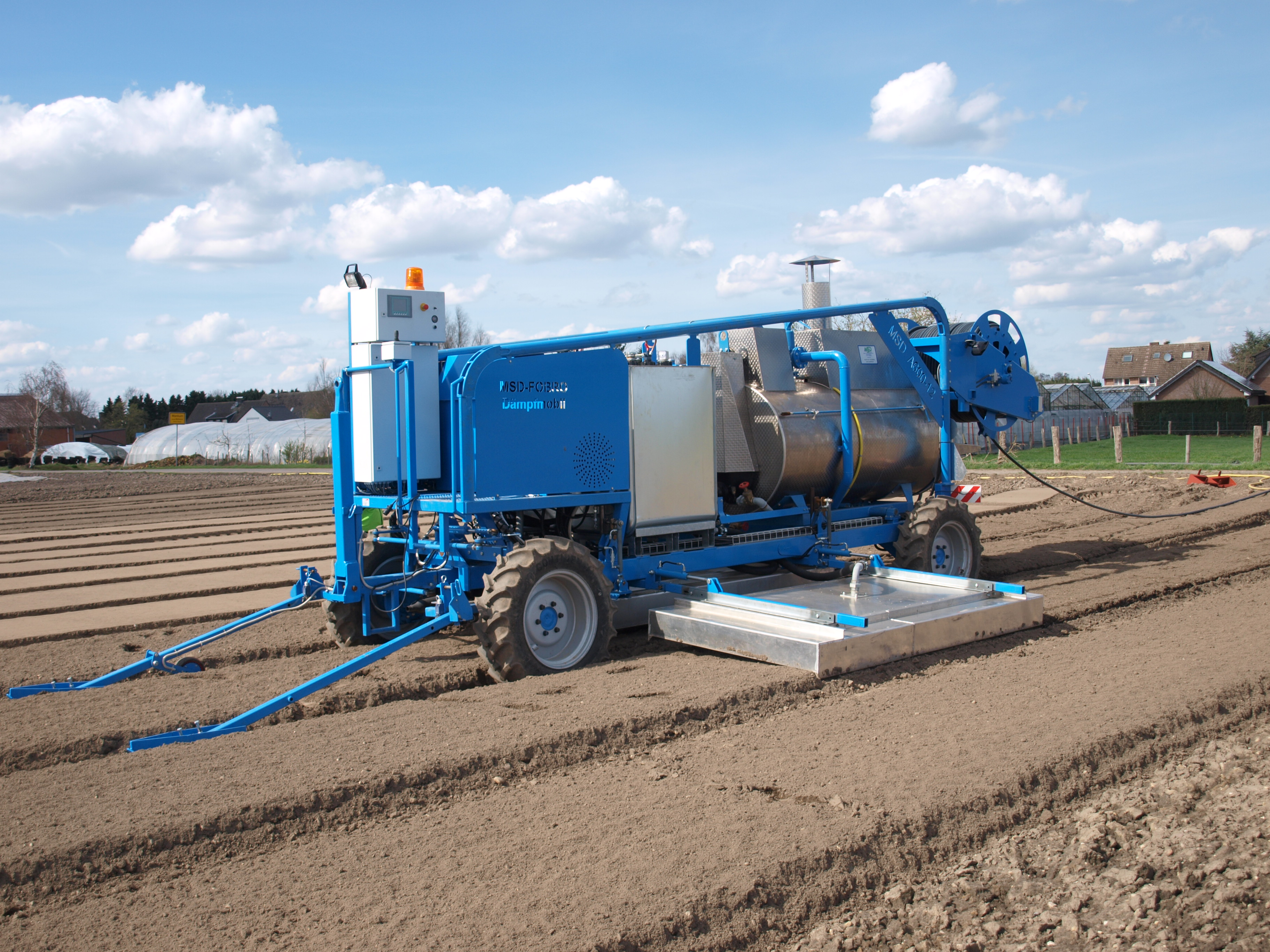
Vollautomatisches Dämpfmobil für gespurte Flächen im Freiland oder unter Glas/Folie. Träger des Deutschen Innovationspreises Gartenbau 2011 des BMELV. Zudem ausgezeichnet mit dem TASPO RAM Award 2010 sowie dem INDEGA Innovationspreis 2010.

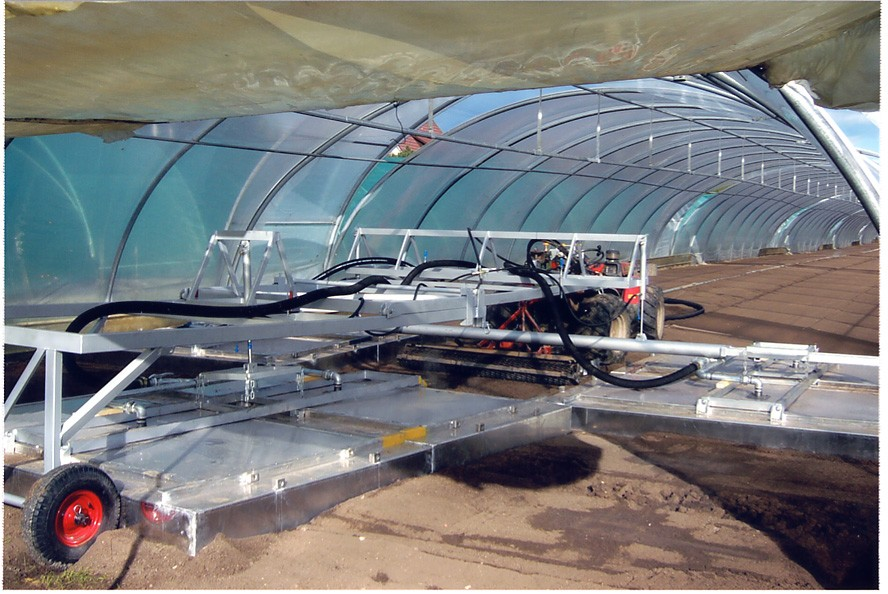
Halbautomatische Dämpfhaube mit drei Flügeln im Foliengewächshaus

Eine Dämpfhaube ist eine mobile Vorrichtung bestehend aus korrosionsresistenten Materialien, wie Aluminium, die auf die zu dämpfende Fläche abgesetzt wird. Im Gegensatz zur Foliendämpfung entfallen die aufwandsintensiven Arbeitsschritte der Folienverlegung und -Beschwerung, jedoch ist die Flächenleistung pro Arbeitsschritt abhängig von der Haubengröße entsprechend geringer.
Im Freigelände wird eine Haube händisch oder je nach Größe mit einem Traktor an einer speziellen vorgespannten 4-Punkt-Aufhängung versetzt. Die Dämpfzeit beträgt 30 min für eine Tiefenwirkung von 25 cm Tiefe, wobei eine Temperatur von 90 °C erreicht werden kann.
In großflächigen Glashäusern mit stabiler Bauweise können Hauben an Rollschienen aufgehängt und mit pneumatischen Hubzylindern gehoben und versetzt werden. Kleine und mittlere Hauben bis 12 m² werden manuell mit Kipphebelsystem versetzt oder mit speziellen Seilzugwinden elektrisch bewegt.

### Kombinierter Oberflächen- und Tiefeneintrag von Dampf (Sandwichdämpfung)

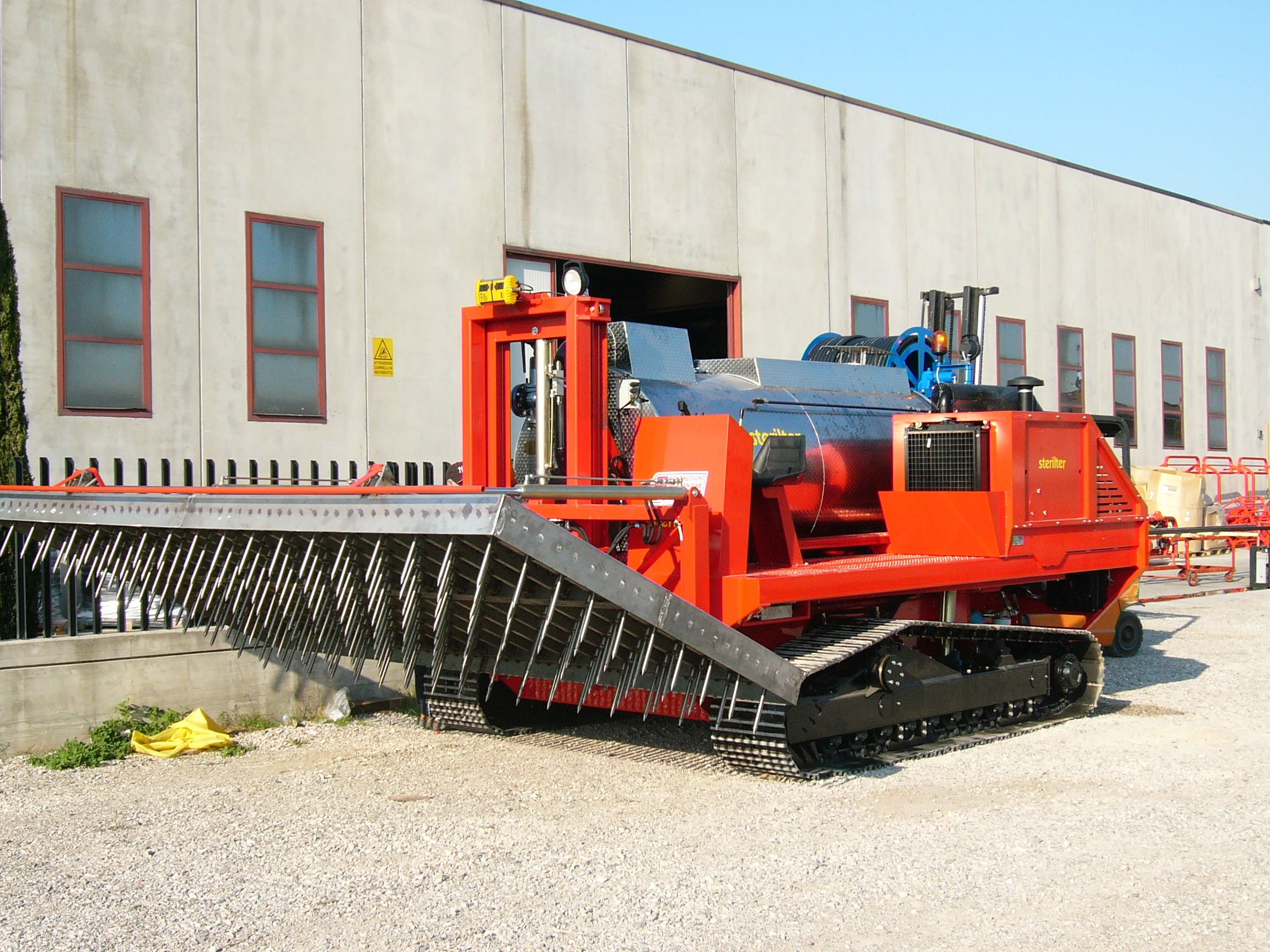
Großdämpfgerät in Raupenausführung zur Sandwichdämpfung (Kombination Haube und Egge)

Eine effiziente Methode Heißdampf in den Boden einzubringen bietet die Sandwichdämpfung, die eine Kombination aus Tiefen- und Oberflächendämpfung darstellt. Der Dampf wird gleichzeitig über die Oberfläche und in der Tiefe in die Erde eingeleitet. Hierfür wird die bereits mit einem Tiefendämpfsystem ausgestattete zu bedämpfende Kulturpflanzfläche mit einer Dämpfhaube abgedeckt und so der Dampf von oben und unten gleichzeitig eingeführt. Die Folienabdeckung ist dabei ungeeignet, da über dieses Verfahren ein erhöhter Druck unter der Abdeckung bis 30 Meter Wassersäule entsteht.
Die Sandwichdämpfung bietet mehrere Vorteile. Zum einen kann der Energieeintrag auf bis zu 120 kg Dampf pro m²/h gesteigert werden, mit dem Ergebnis, dass bis zu 30 % Energie und damit Brennstoff (wie zum Beispiel Heizöl) gespart werden kann gegenüber anderen Dampfeinbringungsverfahren wie der Foliendämpfung. Der gesteigerte Energieeintrag bewirkt zudem eine beschleunigte Erhitzung des Bodens, womit der Wärmeverlust entsprechend der Energieersparnis reduziert werden kann. Zum anderen wird für die Sandwichdämpfung nur etwa die Hälfte der Dämpfzeit benötigt.
Vergleich der Sandwichdämpfung mit anderen Dampfeinbringungsverfahren in Bezug auf Dampfleistung und Energiebedarf(*):
| Dämpfmethode                  | max. Dampfleistung | Energiebedarf (*)   |
| ----------------------------- | ------------------ | ------------------- |
| Foliendämpfung                | 6 kg/m2h           | ca. 100 kg Dampf/m3 |
| Tiefendämpfung (Folie+Vakuum) | 14 kg/m2h          | ca. 120 kg Dampf/m3 |
| Haubendämpfung (Alu)          | 30 kg/m2h          | ca. 80 kg Dampf/m3  |
| Haubendämpfung (Stahl)        | 50 kg/m2h          | ca. 75 kg Dampf/m3  |
| Sandwichdämpfung              | 120 kg/m2h         | ca. 60 kg Dampf/m3  |

(*) in Erde bis maximal 30 % Wassergehalt
Man erkennt deutlich, dass bei der Sandwichdämpfung die höchste Dampfleistung bei kleinstem Energiebedarf besteht.

### Partielle integrierte Sandwichdämpfung
Bei der partiellen integrierten Sandwichdämpfung handelt es sich um ein weiterentwickeltes Kombinationsverfahren, bei dem lediglich die zu bepflanzenden Flächen unter gezielter Einsparung aller nicht nutzbaren Ackerbereiche (wie Zwischenräume der Pflanzreihen) mit Dampf behandelt werden. Um die Gefahr einer Reinfektion der gedämpften Flächen mit Schadorganismen von den nicht gedämpften Bereichen aus zu vermeiden, werden in den hygienisierten Boden gezielt Nutzorganismen über einen Bodenaktivator (zum Beispiel Spezialkompost) eingebracht. Durch die partielle integrierte Sandwichdämpfung werden weitere Einsparpotentiale beim Dämpfen erschlossen.

## Behälter- / Haufendämpfung
Die Haufendämpfung kommt bei der thermischen Behandlung von Kompost und Substraterden wie Torf zum Einsatz. Abhängig von der zu dämpfenden Menge wird das zu dämpfende Material entweder in Dämpfboxen oder in kleineren Kippanhängern bis zu 70 cm aufgeschichtet und abgedeckt. Über Verteilerrohre wird der Dampf gleichmäßig eingeleitet. Für Größtmengen kommen Dämpfcontainer und Erdboxen zum Einsatz, die mit einem Absaugsystem zur Verbesserung der Dämpfleistung ausgerüstet werden. Kleinstmengen können über spezielle Kleindämpfgeräte gedämpft werden.
Die Erdmengen sollten grundsätzlich so abgestimmt sein, dass die Dämpfzeit höchstens 1,5h beträgt, um größere Kondensatanteile in den unteren Erdschichten zu vermeiden.
| Dampfleistung kg/h: | 100     | 250     | 300     | 400     | 550     | 800      | 1000      | 1350      | 2000      |
| ------------------- | ------- | ------- | ------- | ------- | ------- | -------- | --------- | --------- | --------- |
| m3/h ca.:           | 1,0–1,5 | 2,5–3,0 | 3,0–3,5 | 4,0–5,0 | 5,5–7,0 | 8,0–10,0 | 10,0–13,0 | 14,0–18,0 | 20,0–25,0 |

Bei leichten Substraterden, wie beispielsweise Torf sind die Stundenleistungen wesentlich größer.

### Erdedämpfgerät
In kleinerem Rahmen kommen in Gärtnereien und Baumschulen Erdedämpfgeräte (auch Erddämpfgeräte) zum Einsatz. Sie sind in der Form von Schubkarren mit Deckel und Dämpfeinheit erhältlich, aber auch als kleine Dämpfwagen.

## Einsatz von Heißdampf
- im Gartenbau sowie in Baumschulen zur Sterilisierung der Kulturböden und Substraten.
- in der Landwirtschaft zur Sterilisation und Aufbereitung von Speiseabfällen für die Schweinemast und Aufheizung von Melasse etc.
- bei der Champignonzucht zur Pasteurisierung der Kulturräume, Sterilisierung der Kulturerde, kombinierter Einsatz als Heizung.
- bei Weinkellereien als Kombinationskessel zur Sterilisierung und Reinigung von Lagertanks, Temperierung von Maische, zur Warmwassererzeugung.
- bei Städten und Gemeinden zur partiellen sowie flächendeckenden Bekämpfung invasiver Neophyten

## Geschichte
Bereits alte Kulturen, wie die Inder und Ägypter, verwendeten ein ähnliches Verfahren, in dem über die gezielte Nutzung der Sonneneinstrahlung auf gewässerten Kulturböden die Ackerflächen hygienisiert und wiederbelebt wurden.
In den Indischen Weisheiten (Veda, 4000 Jahre alt) wird der Erhitzungsvorgang „rab“ genannt (H.L. Francis).
Die alten Ägypter praktizierten dieses Kulturverfahren im Nildelta und nannten es „sheraqui“. Dabei wurden die obersten Bodenschichten mit Nilwasser überschwemmt. Die Sonnenstrahlung erwärmte dann die nassen Bodenschichten auf Temperaturen von 70 °C und teilweise noch mehr (J.A. Prescott).
Bei den alten Römern hat Vergil das fruchtbarkeitssteigernde Erhitzungsverfahren beschrieben (Quelle: Dissertation des Ungarn Dr. Georg Boros, Eidgenössische Technische Hochschule Zürich, 1954).